# Schwesternuhr
Die Schwesternuhr oder auch Krankenschwesternuhr ist eine Uhr, die normalerweise vom Pflegepersonal in Kliniken oder Helfern in Arztpraxen verwendet wird. Die Schwesternuhr wird aus Hygienegründen nicht am Handgelenk getragen, sondern an einer kurzen Kette an der Arbeitskleidung befestigt.

## Geschichte
Schwesternuhren, engl. nurse watches, wurden im frühen 20. Jahrhundert vorwiegend im Vereinigten Königreich eingesetzt und aus Hygienegründen als lapel watch oben an der Arbeitskleidung, z. B. Schürze, befestigt.

## Varianten
Es gibt auch Varianten, bei denen die Uhr von einer Silikonhülle gehalten wird. Das ermöglicht es, die Farbe an den individuellen Geschmack oder die Farbe der Arbeitskleidung anzupassen.

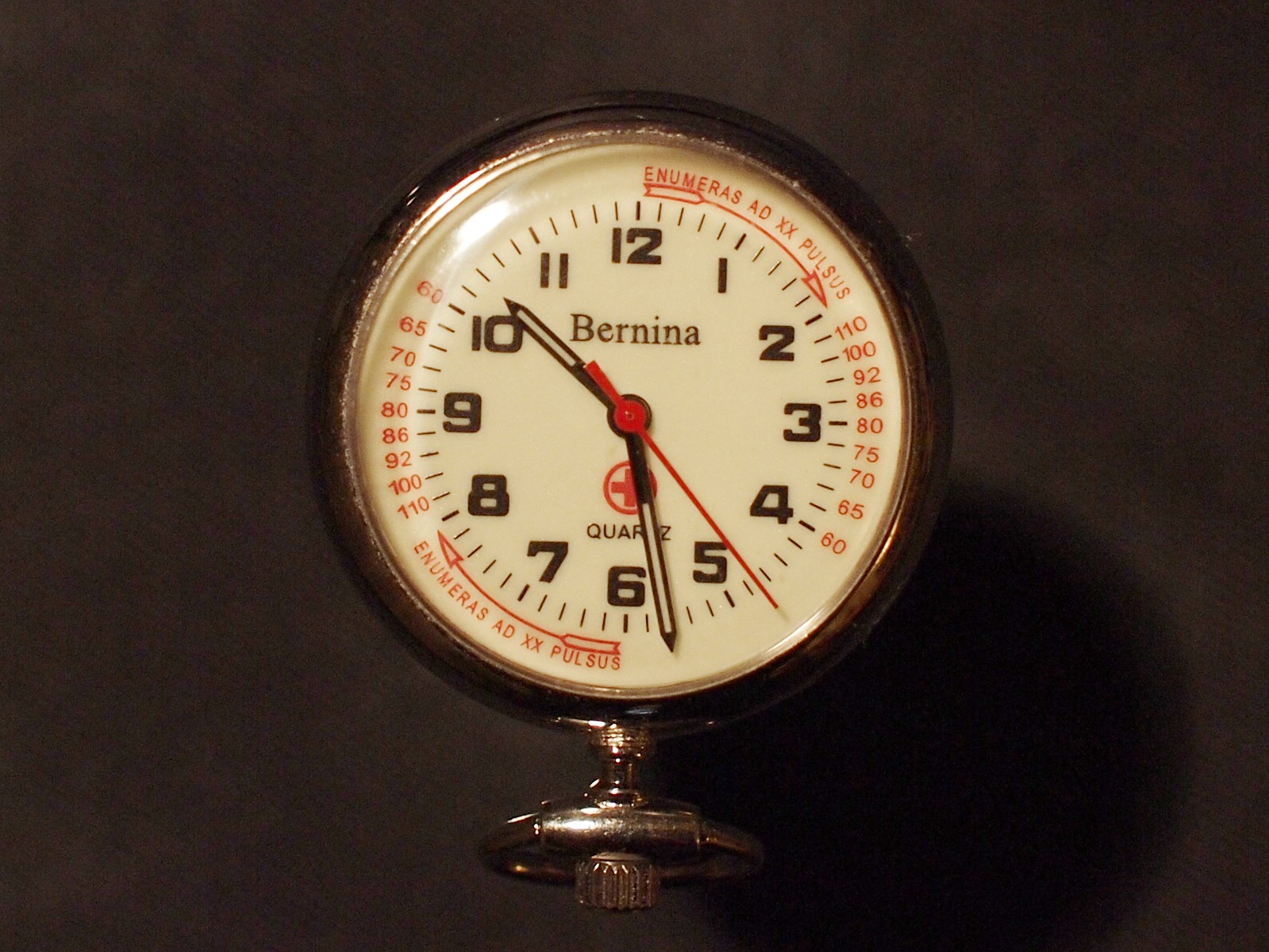
Aufgedrucktes Tachymeter zur Pulsmessung

Damit gleicht sie der Taschenuhr, wird aber im Gegensatz zu dieser nicht in der Hosen- oder in der Westentasche mitgeführt, sondern mittels eines Clips oft frei hängend an der Kleidung befestigt. Das war traditionell die Schürze der Krankenschwester. Die Kette der Schwesternuhr ist kürzer und oft auch breiter als die der Taschenuhr. Ein auffälliger Unterschied zur Taschenuhr ist, dass das Zifferblatt um 180° „verdreht“ ist.
Das Zifferblatt der Schwesternuhr besitzt häufig Skalen, die z. B. das Messen des Pulses eines Patienten erleichtern. Diese Skalen sind generellen Tachymeterskalen bei Sportuhren sehr ähnlich, mit dem Unterschied, dass bei einem Tachymeter die angezeigte Größenordnung 1/h beträgt, bei einer Pulsmessskala aber 1/min.
Lokal gibt es den Brauch, dass Schwesternschülerinnen nach dem Examen auch eine Schwesternuhr überreicht wird.
Es gibt Bestrebungen, Schwesternuhren in ihren Funktionen deutlich zu erweitern.